# گاما اورینزانول
گاما اورینزانول (انگلیسی: Γ-Oryzanol) یا γ-اورینزانول نوعی مخلوط لیپیدی است که از برنج به دست می‌آید.